# Монровил (Пенсилванија)
Монровил (енгл. Monroeville) општина је у америчкој савезној држави Пенсилванија. По попису становништва из 2010. у њему је живело 28.386 становника.

## Демографија
Према попису становништва из 2010. у граду је живело 28.386 становника, што је . (.%) становника више него 2000. године.
| Група             | 2000.  | 2010.          |
| Белци             | . (.%) | 22.340 (78,7%) |
| Афроамериканци    | . (.%) | 3.325 (11,7%)  |
| Азијати           | . (.%) | 1.669 (5,9%)   |
| Хиспаноамериканци | . (.%) | 425 (1,5%)     |
| Укупно            | .      | 28.386         |